# Lux Interior
Erick Lee Purkhiser (Akron, Ohio, 21 de octubre de 1946 - Glendale, California, 4 de febrero de 2009), más conocido por su nombre artístico, Lux Interior, fue un músico estadounidense, famoso por ser el vocalista del grupo de punk rock / psychobilly The Cramps, desde la formación de la banda en 1976 y hasta su muerte en 2009, a los 62 años.

## Biografía
Nacido en Akron, Ohio, Purkhiser se crio en el cercano suburbio de Stow y terminó el bachillerato en la Stow High School. Conoció a su esposa Kristy Wallace, más conocida como Poison Ivy y también conocida como Ivy Rorschach, en Sacramento en 1972, cuando él y un amigo le recogieron cuando estaba haciendo autostop. La pareja fundó la banda y se mudó de California a Ohio en 1973 y luego a Nueva York en 1975, donde se convirtió en parte de la escena punk floreciente.
Según Purkhiser, el nombre de "Lux Interior" llegó "de un viejo coche comercial", después de haber coqueteado anteriormente con los nombres "Vip Vop" y "Raven Beauty", mientras que el cambio de nombre de su mujer fue inspirado por "una visión que recibió en un sueño". La pareja llamó psychobilly a su nuevo estilo musical, alegando que se habían inspirado en la canción de Johnny Cash "One Piece at a Time".
Lux Interior era conocido por su espectáculo frenético y provocador, que incluía tacones altos, semidesnudez y movimientos sexualmente sugerentes,
como simular hacerle sexo oral al micrófono en el que cantaba. The Cramps dieron su último concierto en noviembre de 2006. Cuando en el periódico LA Times se le preguntó por qué continuaba cantando, el respondió:
"Es como preguntarle a un adicto la forma en que ha sido capaz de mantener su adicción todos esos años. Es muy divertido: llegas a una ciudad y la gente te grita: Te amo, te amo, te amo. Vas a un bar y das un gran espectáculo. En la siguiente ciudad la gente grita: Te amo, te amo, te amo. Es difícil alejarse de todo eso".
En 2002, Lux Interior realizó la voz de un personaje de la serie televisiva animada Bob Esponja, apareciendo como el vocalista de una banda de rock de pájaros llamada Los cerebros de pájaro. El actor de voz de Bob Esponja Tom Kenny asistió luego al funeral de Purkhiser.
Lux también fue un artista plástico. En particular, poseía varias cámaras 3D, las cuales coleccionaba, y con las que creaba trabajos de arte y collages.
Lux Interior murió debido a problemas cardíacos a las 4:30 a. m., el 4 de febrero de 2009, en el Glendale Memorial Hospital de California. Le sobreviven su esposa Ivy y sus dos hermanos, Michael Purkhiser y Ronald "Skip" Purkhiser. La ceremonia en memoria de Lux se celebró el 21 de febrero en la Capilla del molino de viento del Self-Realization Fellowship Lake Shrine.